# 完州郡

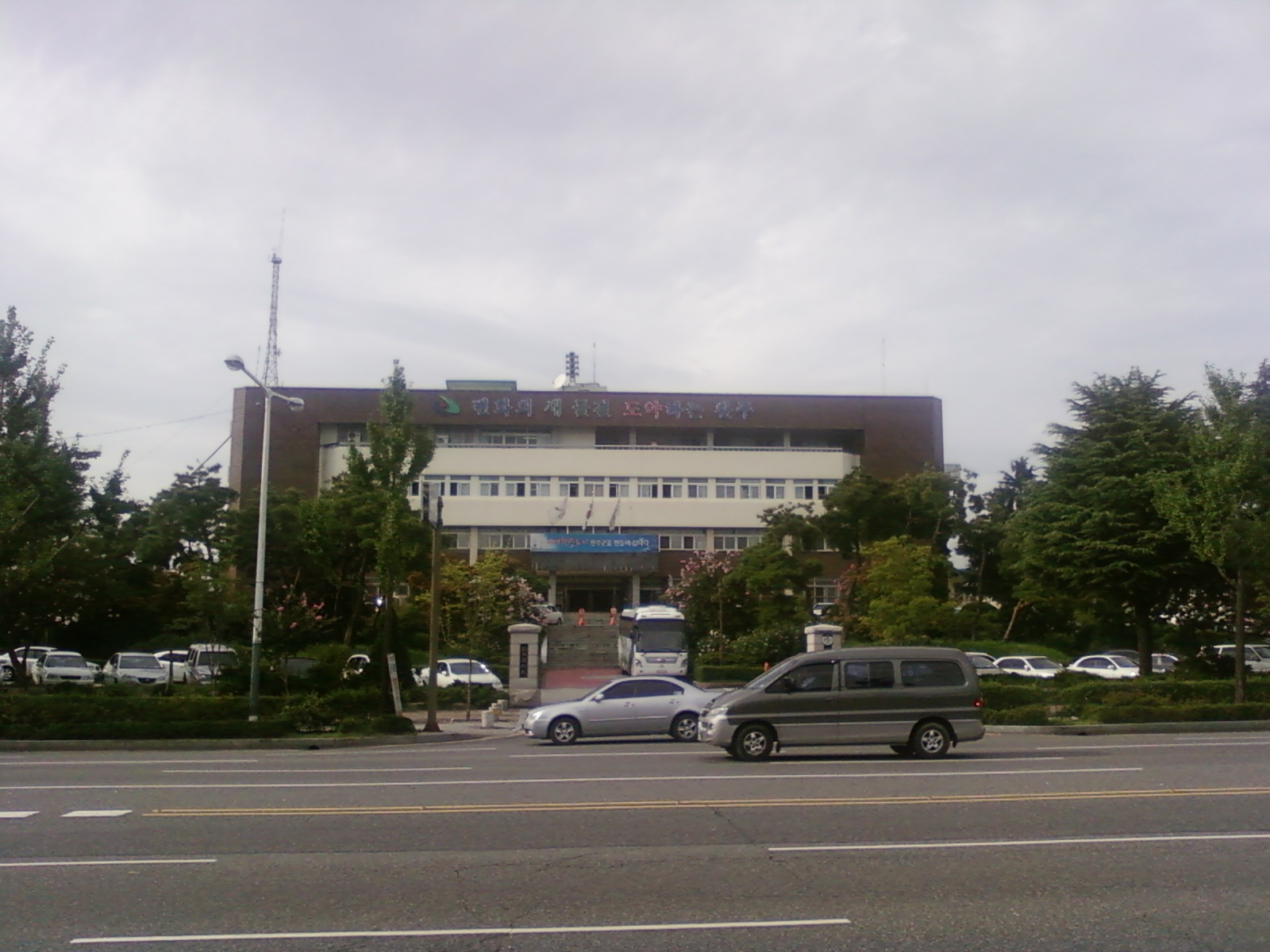
完州郡廳

完州郡（：／ Wanju gun */?）是大韩民国全北特别自治道的一个郡级行政区。围绕全州市。

## 行政區劃
- 参礼邑
- 鳳東邑
- 龍進邑
- 上關面
- 伊西面　※被全州市、金堤市隔开的飞地。
- 所陽面
- 九耳面
- 高山面
- 飛鳳面
- 雲洲面
- 華山面
- 東上面
- 庚川面

## 歷史
- 百济设完山。
- 685年　新羅、完山州設置。
- 757年　改称全州（全国九州之一）
- 892年　後百济之都
- 1597年　日本軍入城
- 1892年　東学党革命軍入城
- 1935年　中心部全州府（後来的全州市）昇格、残完州郡改称
- 1957年11月6日　草浦面，雨田面的一部分编入全州市
- 1983年2月15日  上关面的一部分编入全州市
- 1987年1月1日  赵村邑编入全州市
- 1989年1月1日  龙进面及九耳面的一部分编入全州市
- 1990年8月1日 伊西面的一部分编入全州市
- 1990年12月  上关面，所阳面里的下层组织改定

## 风景

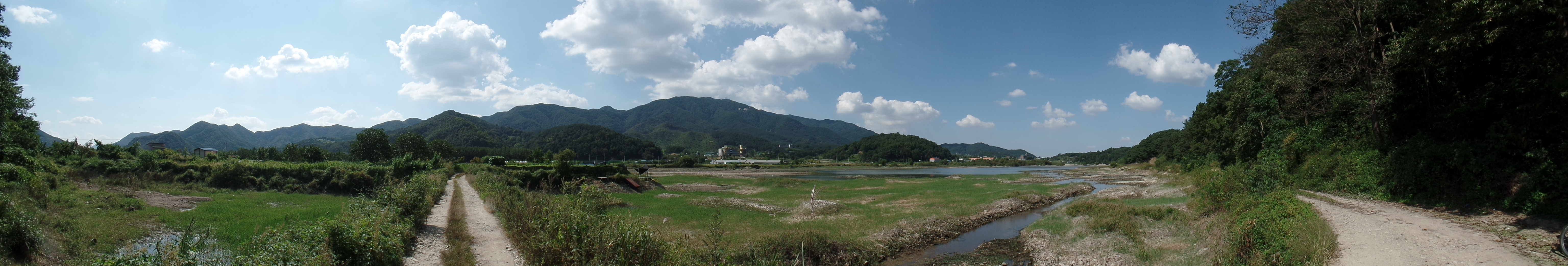
Wanju county (In Gui near Gui Lake outside Jeonju - September, 2014).
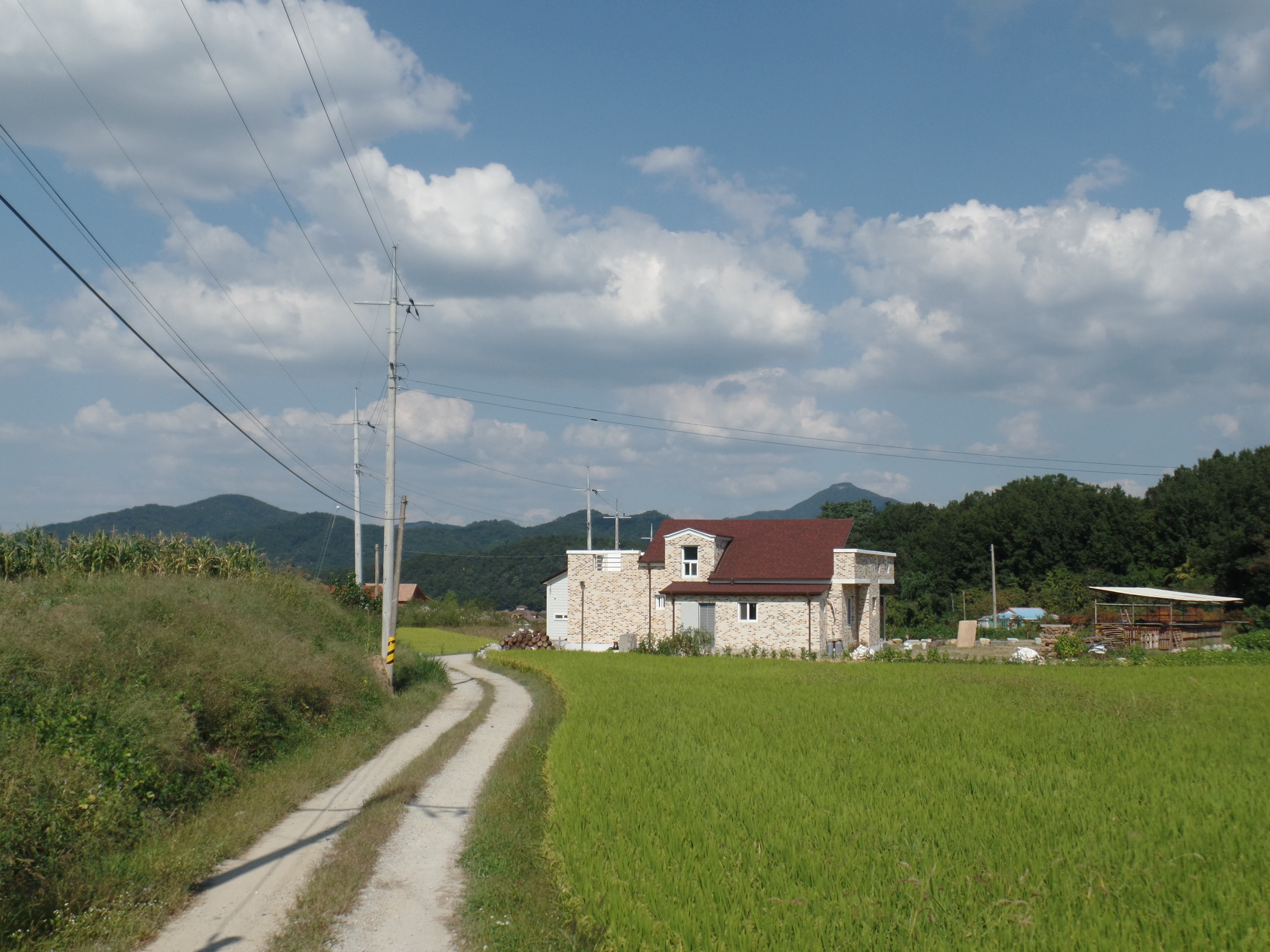
Wanju county housing development near Gui Lake - September, 2014.
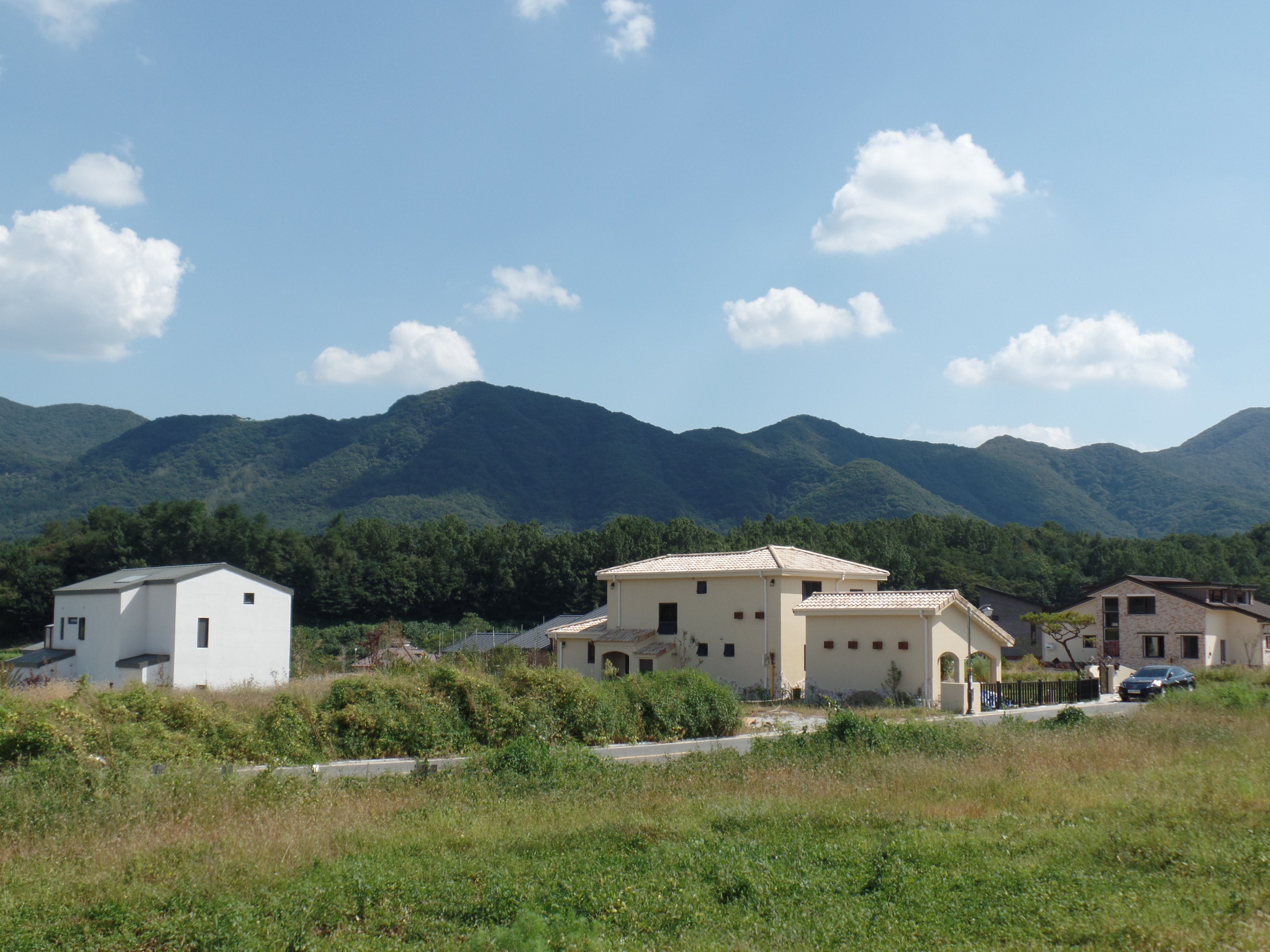
Wanju county housing development near Gui Lake - September, 2014.
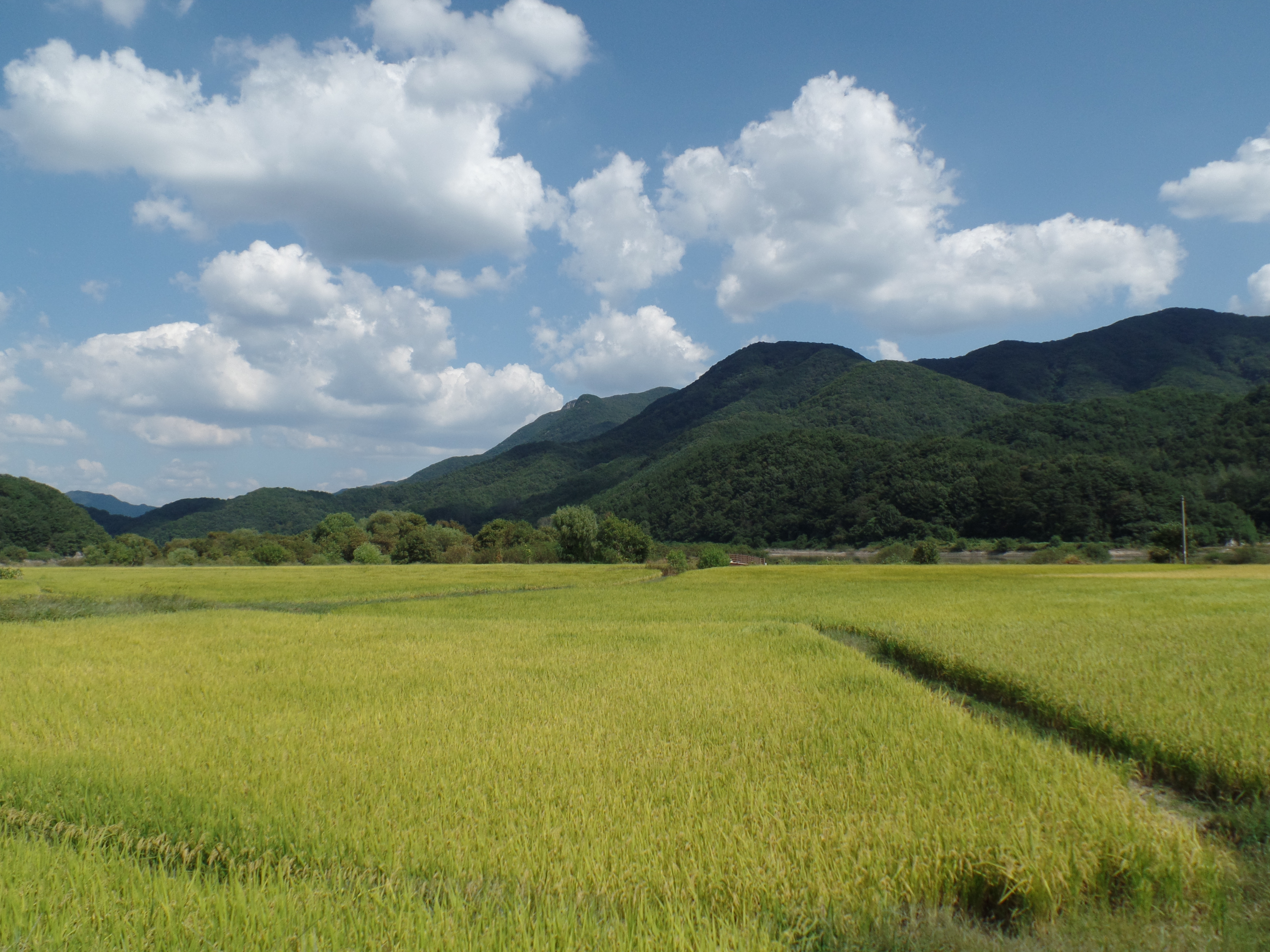
Autumn rice fields ready for harvesting - Wanju county near Gui Lake.  September, 2014.

## 交通
- 韓国铁道全羅線 参礼站、新里站、竹林温泉站
- 湖南高速道路（25号線）
- 益山-浦項高速道路

## 觀光
- 大芚山道立公園

## 教育
- 又石大學

## 友好城市
- 中国淮安
- 慶尚北道漆谷郡
- 首尔特別市西大門区
- 首尔特別市瑞草区
- 美国加利福尼亚州卡尔森

## 外部連結
- 完州郡政府網站（页面存档备份，存于）